# Hilltop Lakes
Hilltop Lakes es un lugar designado por el censo ubicado en el condado de León en el estado estadounidense de Texas. En el Censo de 2010 tenía una población de 1101 habitantes y una densidad poblacional de 48,63 personas por km².

## Geografía
Hilltop Lakes se encuentra ubicado en las coordenadas 31°3′49″N 96°11′26″O / 31.06361, -96.19056. Según la Oficina del Censo de los Estados Unidos, Hilltop Lakes tiene una superficie total de 22.64 km², de la cual 22.1 km² corresponden a tierra firme y (2.38%) 0.54 km² es agua.

## Demografía
Según el censo de 2010, había 1101 personas residiendo en Hilltop Lakes. La densidad de población era de 48,63 hab./km². De los 1101 habitantes, Hilltop Lakes estaba compuesto por el 97.09% blancos, el 0.73% eran afroamericanos, el 0.27% eran amerindios, el 0.45% eran asiáticos, el 0% eran isleños del Pacífico, el 0.18% eran de otras razas y el 1.27% pertenecían a dos o más razas. Del total de la población el 1.27% eran hispanos o latinos de cualquier raza.